# (2232) Altaj
(2232) Altaj est un astéroïde de la ceinture principale.

## Description
(2232) Altaj est un astéroïde de la ceinture principale. Il fut découvert le 15 septembre 1969 à Naoutchnyï par Bella Bournacheva. Il présente une orbite caractérisée par un demi-grand axe de 2,67 UA, une excentricité de 0,14 et une inclinaison de 3,7° par rapport à l'écliptique.

## Compléments